# 岩手県道25号紫波江繋線
岩手県道25号紫波江繫線（いわてけんどう25ごう しわえつなぎせん）は、岩手県紫波郡紫波町から宮古市江繫に至る県道（主要地方道）である。

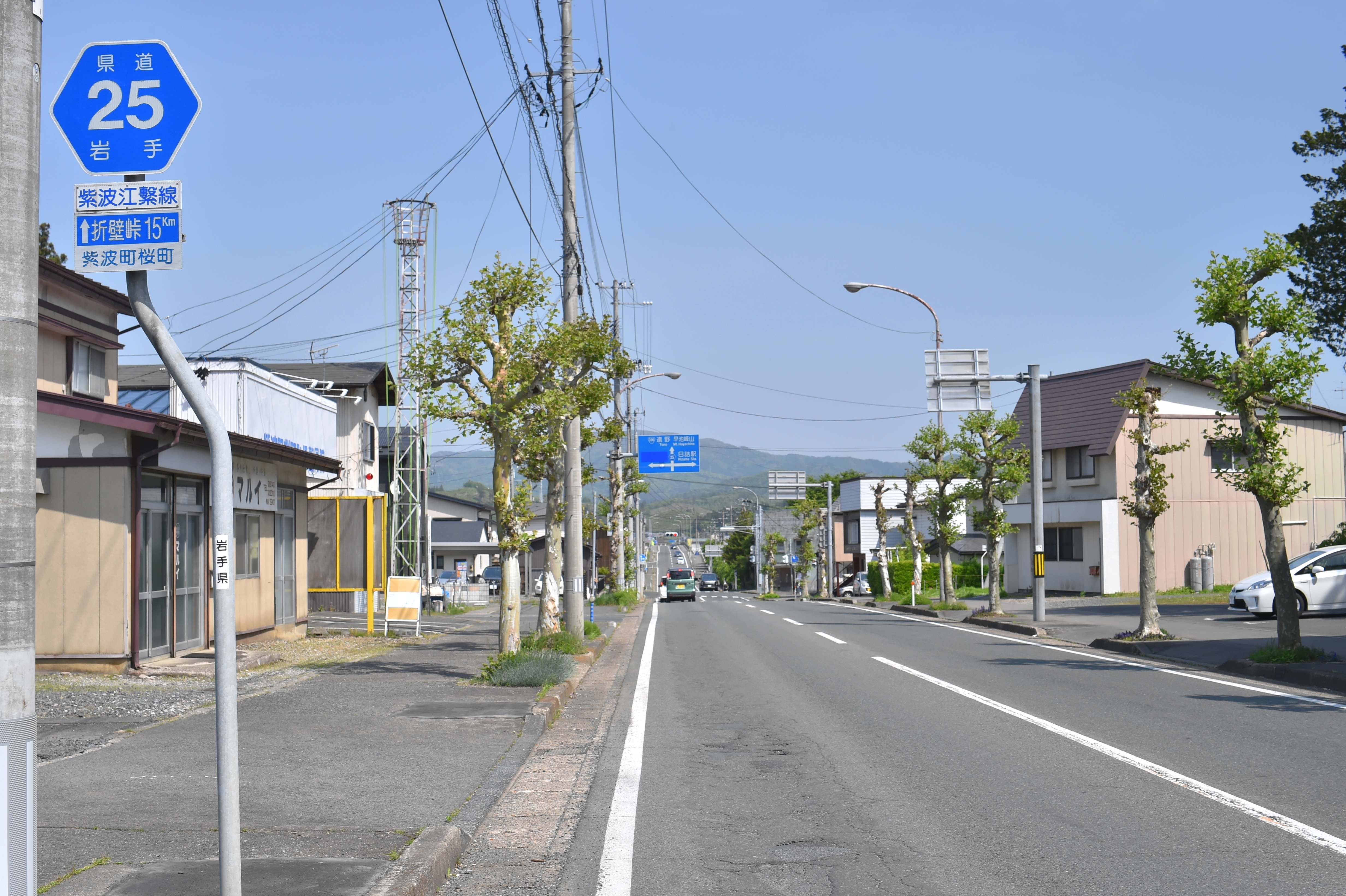
岩手県道25号紫波江繋線
紫波町桜町、起点・運動公園入口交差点付近（2024年5月）

## 概要
紫波町から早池峰山の麓を通って宮古市の旧・川井村地区へ抜ける当路線は、夏になると早池峰山登山の客で多く利用される。このため、小田越え登山口を挟む内川目・岳パーキングから宮古市江繋・早池峰山荘前までの区間は、夏期の登山シーズンにマイカー規制が敷かれており、登山客は岳や早池峰ダム公園の駐車場にマイカーを置き、小田越え登山口までは有料シャトルバスに乗ることになる。また、同じ区間と折壁峠（紫波町・花巻市の境界）は、積雪のため冬期閉鎖が行われている。

### 路線データ
- 実延長：58,346.2 m[1]
- 起点：紫波郡紫波町日詰字西裏114番1地先[2]（紫波郵便局前・国道4号日詰バイパス交点）
- 終点：宮古市江繫[1]（国道340号交点）

## 歴史
- 1959年（昭和34年）3月31日 - 小国紫波線として県道に認定される[1][3]。
- 1982年（昭和57年）4月1日 - 県道花巻紫波線の一部及び県道小国紫波線が、紫波川井線として建設省（現・国土交通省）から主要地方道の指定を受ける[4]。
- 1993年（平成5年）5月11日 - 建設省により改めて主要地方道の指定を受ける[5]。
- 2010年（平成22年）1月1日 - 川井村が宮古市に編入合併されたことにより、路線名が紫波江繫線に変更される[6]。
- 2019年（平成31年）3月31日 - 起点付近（紫波町日詰地内）の二重ルートが解消され、紫波中央駅入口交差点からのルートが紫波町道に移管される[2]。

## 路線状況

### 重複区間
- 国道456号：紫波町犬吠森字境
- 岩手県道43号盛岡大迫東和線：花巻市大迫町内川目第10地割

### 道の駅
- はやちね（花巻市大迫町内川目第10地割）

## 地理

### 通過する自治体
- 紫波郡紫波町 - 花巻市 - 遠野市 - 宮古市

### 交差する道路
- 国道4号（紫波町日詰字西裏）
- 国道456号 花巻方面（紫波町犬吠森字境）
- 国道456号 盛岡方面（紫波町犬吠森字境）
- 国道396号（八掛交差点、紫波町遠山字中松原）
- 岩手県道43号盛岡大迫東和線 盛岡方面（花巻市大迫町内川目第10地割）
- 岩手県道43号盛岡大迫東和線 大迫方面（道の駅はやちね前、花巻市大迫町内川目第10地割）
- 国道340号（宮古市江繫第9地割）